# 佩恩鎮區 (密蘇里州沙利文縣)
佩恩鎮區（英語：Penn Township）是位於美國密蘇里州沙利文縣的一個行政鎮區。

## 地方資料
佩恩鎮區的面積為140.45平方千米，當中陸地面積為139.60平方千米，而水域面積為0.85平方千米。根據2020年美國人口普查的數據，當地共有人口1088人，而人口密度為每平方千米7.75人。